# Thiendorf
Thiendorf település Németországban, azon belül Szászország tartományban. Lakosainak száma 3869 fő (2023. december 31.). Thiendorf Radeburg és Ebersbach községekkel határos.

## Népesség
A település népességének változása:
| Lakosok száma | 3767 | 3767 | 3835 | 3858 | 3869 |
|               | 2017 | 2019 | 2021 | 2022 | 2023 |